# Lobelia petiolata
Lobelia petiolata là loài thực vật có hoa trong họ Hoa chuông. Loài này được Hauman mô tả khoa học đầu tiên năm 1934.